# Lista chorążych reprezentacji Irlandii na igrzyskach olimpijskich
Lista chorążych reprezentacji Irlandii na igrzyskach olimpijskich – lista zawodników i zawodniczek reprezentacji Irlandii, którzy podczas ceremonii otwarcia nowożytnych igrzysk olimpijskich nieśli flagę Irlandii.

## Chronologiczna lista chorążych
| Lp. | Rok i miejsce        | Chorąży           | Dyscyplina              |
| --- | -------------------- | ----------------- | ----------------------- |
| 1   | 1924, Paryż          | John O'Grady      | Lekkoatletyka           |
| 2   | 1928, Amsterdam      | Matt Flanagan     | Boks                    |
| 3   | 1932, Los Angeles    | Pat O’Callaghan   | Lekkoatletyka           |
| 4   | 1948, Londyn         | Paddy Carroll     |                         |
| 5   | 1952, Helsinki       | Paddy Carroll     |                         |
| 6   | 1956, Melbourne      | Anthony Byrne     | Boks                    |
| 7   | 1960, Rzym           | Ron Delany        | Lekkoatletyka           |
| 8   | 1964, Tokio          | John Lawlor       | Lekkoatletyka           |
| 9   | 1968, Meksyk         | Jim McCourt       | Boks                    |
| 10  | 1972, Monachium      | Ronnie McMahon    | Jeździectwo             |
| 11  | 1976, Montreal       | Francis Moore     | Wioślarstwo             |
| 12  | 1980, Moskwa         | Ken Ryan          |                         |
| 13  | 1984, Los Angeles    | Gerry Mullins     | Jeździectwo             |
| 14  | 1988, Seul           | Wayne McCullough  | Boks                    |
| 15  | 1992, Albertville    | Pat McDonagh      | Bobsleje, Wioślarstwo   |
| 16  | 1992, Barcelona      | Michelle Smith    | pływanie                |
| 17  | 1996, Atlanta        | Francie Barrett   | Boks                    |
| 18  | 1998, Nagano         | Terry McHugh      | Bobsleje, Lekkoatletyka |
| 19  | 2000, Sydney         | Sonia O’Sullivan  | Lekkoatletyka           |
| 20  | 2002, Salt Lake City | Tamsen McGarry    | Narciarstwo alpejskie   |
| 21  | 2004, Ateny          | Niall Griffin     | Jeździectwo             |
| 22  | 2006, Turyn          | Kirsty McGarry    | Narciarstwo alpejskie   |
| 23  | 2008, Pekin          | Ciara Peelo       | Żeglarstwo              |
| 24  | 2010, Vancouver      | Aoife Hoey        | Bobsleje                |
| 25  | 2012, Londyn         | Katie Taylor      | Boks                    |
| 26  | 2014, Soczi          | Conor Lyne        | Narciarstwo alpejskie   |
| 27  | 2016, Rio            | Patrick Barnes    | Boks                    |
| 28  | 2018, Pjongczang     | Seamus O'Connor   | Snowboarding            |
| 29  | 2020, Tokio          | Kellie Harrington | Boks                    |
| 29  | 2020, Tokio          | Brendan Irvine    | Boks                    |